# Феррісбург (Мічиган)
Феррісбург (англ. Ferrysburg) — місто (англ. city) в США, в окрузі Оттава штату Мічиган. Населення — 2952 особи (2020).

## Географія
Феррісбург розташований за координатами 43°5′15″ пн. ш. 86°13′37″ зх. д. / 43.08750° пн. ш. 86.22694° зх. д. (43.087637, -86.226935).  За даними Бюро перепису населення США в 2010 році місто мало площу 9,30 км², з яких 7,73 км² — суходіл та 1,56 км² — водойми.

## Демографія
Згідно з переписом 2010 року, у місті мешкали 2892 особи в 1287 домогосподарствах у складі 809 родин. Густота населення становила 311 особа/км².  Було 1565 помешкань (168/км²).
Расовий склад населення:
| - 95,8 % — білих - 0,6 % — корінних американців - 0,6 % — азіатів - 0,5 % — чорних або афроамериканців |

До двох чи більше рас належало 2,0 %. Частка іспаномовних становила 2,5 % від усіх жителів.
За віковим діапазоном населення розподілялося таким чином: 20,0 % — особи молодші 18 років, 60,0 % — особи у віці 18—64 років, 20,0 % — особи у віці 65 років та старші. Медіана віку мешканця становила 47,1 року. На 100 осіб жіночої статі у місті припадало 86,9 чоловіків;  на 100 жінок у віці від 18 років та старших — 85,4 чоловіків також старших 18 років.
Середній дохід на одне домашнє господарство  становив 96 433 долари США (медіана — 65 221), а середній дохід на одну сім'ю — 125 967 доларів (медіана — 94 219). Медіана доходів становила 70 636 доларів для чоловіків та 40 789 доларів для жінок. За межею бідності перебувало 6,8 % осіб, у тому числі 2,2 % дітей у віці до 18 років та 5,3 % осіб у віці 65 років та старших.
Цивільне працевлаштоване населення становило 1486 осіб. Основні галузі зайнятості: освіта, охорона здоров'я та соціальна допомога — 27,0 %, виробництво — 17,5 %, науковці, спеціалісти, менеджери — 8,4 %, роздрібна торгівля — 7,7 %.